# Championnat du Kosovo féminin de football
Le championnat du Kosovo de football féminin (albanais : LLiga e Femrave) est une compétition de football féminin opposant les neuf meilleurs clubs du Kosovo. Le champion se qualifie pour la Ligue des champions féminine de l'UEFA de la saison suivante.

## Histoire
Le championnat du Kosovo est fondé en septembre 2010. L'UEFA reconnaît la fédération kosovare en mai 2016 ; le KF Hajvalia, champion à l'issue de la saison 2015-2016, devient le premier club kosovar à participer à la Ligue des champions féminine de l'UEFA.

## Palmarès
| Saison    | Champion            |
| --------- | ------------------- |
| 2010-2011 | Kosova (P)          |
| 2011-2012 | Kosova (P)          |
| 2012-2013 | KF Pristina         |
| 2013-2014 | KF Pristina         |
| 2014-2015 | KF Pristina         |
| 2015-2016 | KF Hajvalia         |
| 2016-2017 | KF Hajvalia         |
| 2017-2018 | KFF Mitrovica       |
| 2018-2019 | KFF Mitrovica       |
| 2019-2020 | KFF Mitrovica       |
| 2020-2021 | KFF Mitrovica       |
| 2021-2022 | KFF EP-Com Hajvalia |
| 2022-2023 | KFF EP-Com Hajvalia |
| 2023-2024 | KFF Mitrovica       |
| 2024-2025 | KFF Mitrovica       |